# Thirst
Thirst je trinaesti studijski album njemačkog thrash metal sastava Tankard. Album je objavljen 22. prosinca 2008. godine, a objavila ga je diskografska kuća AFM Records.

## Popis pjesama
| 1.    | »Octane Warriors«                      | 5:07 |
| 2.    | »Deposit Pirates«                      | 5:13 |
| 3.    | »Stay Thirsty!«                        | 4:39 |
| 4.    | »Hyperthermia«                         | 3:47 |
| 5.    | »Echoes of Fear«                       | 3:59 |
| 6.    | »When Daddy Comes to Play«             | 5:34 |
| 7.    | »Zodiac Man«                           | 4:28 |
| 8.    | »G.A.L.O.W. (Gods and Legends of War)« | 3:50 |
| 9.    | »Myevilfart«                           | 3:50 |
| 10.   | »Sexy Feet Under«                      | 6:12 |
| 46:39 |                                        |      |

## Zasluge
Tankard
- Andreas "Gerre" Geremia — vokali
- Frank Thorwarth — bas-gitara
- Andy Gutjahr — gitara
- Olaf Zissel — bubnjevi

Dodatni glazbenici
- Christoph Mayland — prateći vokali
- Harald Maul — prateći vokali
- Jamie-Lee Mayland — dodatni vokali
- Melissa Mayland — dodatni vokali

Ostalo osoblje
- Andy Classen — produciranje, mastering, miksanje
- Nils Wasko — izvršni producent
- Heiko Kramer — dizajn
- Buffo Schnädelbach — fotografija
- Gyula Havancsák — omot albuma (sprijeda)
- Felipe Machado Franco — omot albuma (straga)